# Hygrophila (plante)
Pour les articles homonymes, voir Hygrophila.
Genre
Classification APG III (2009)
Synonymes
- Adenosma Nees, Pl. Asiat. Rar. (Wallich). 3: 75 (1832) nom. illeg. hom. non Adenosma R.Br., Prodr. 442. (1810) (Plantaginaceae)
- Asteracantha Nees in N.Wallich, Pl. Asiat. Rar. 3: 75 (1832)
- Cardanthera Buch.-Ham. ex Benth. in A.P.de Candolle, Prodr. 11: 67 (1847)
- Eberlea Riddell ex Nees in A.P.de Candolle, Prodr. 11: 85 (1847)
- Hemiadelphis Nees in N.Wallich, Pl. Asiat. Rar. 3: 75 (1832)
- Kita A.Chev. in Rev. Int. Bot. Appl. Agric. Trop. 30: 266 (1950)
- Nomaphila Blume in Bijdr. Fl. Ned. Ind.: 804 (1826)
- Oryzetes Salisb. in Monthly Rev. 86: 304 (1818)
- Physichilus Nees in Compan. Bot. Mag. 2: 310 (1837)
- Plaesianthera Livera in Ann. Roy. Bot. Gard. (Peradeniya) 9: 196 (1924)
- Polyechma Hochst. in Flora 24: 376 (1841)
- Santapaua N.P.Balakr. & Subr. in J. Indian Bot. Soc. 42: 411 (1964)
- Synnema Benth. in A.P.de Candolle, Prodr. 10: 538 (1846)
- Tenoria Dehnh. & Giord. in Cat. Horti Camald., ed. 2: 24 (1832), nom. illeg.

Hygrophila est un genre de plantes à fleurs de la famille des Acanthaceae. Il comprend quelques espèces de plantes herbacées essentiellement aquatiques et principalement originaires de l'Asie du Sud et de l'Asie du Sud-Est.

## Principales espèces
- Hygrophila angustifolia R. Brown
- Hygrophila auriculata (Schumach.) Heine
- Hygrophila corymbosa (Blume) Lindau
- Hygrophila costata Nees
- Hygrophila difformis
- Hygrophila lacustris (Schlecht. et Cham.) Nees
- Hygrophila mediatrix Heine
- Hygrophila polysperma (Roxb.) T. Anders.
  - Hygrophila polysperma sunset
- Hygrophila salicifolia (Vahl) Nees
- Hygrophila triflora (Roxburg) F.R. Fosberg et M.-H. Sachet